# Druzus (imię)
Druzus – imię męskie pochodzenia łacińskiego, wywodzące się od rzymskiej nazwy rodowej.  
Druzus imieniny obchodzi 14 grudnia.
Znane osoby noszące to imię: 
- Druzus Starszy
- Druzus Młodszy (Druzus II Kastor)
- Druzus III syn Germanika
- Druzus IV syn Klaudiusza